# The Black Room
A The Black Room a The KLF soha meg nem jelent albuma, amely követte az előd, a The White Room irányvonalát, de egy sötétebb, erősebb kompozícióval.
Eredetileg hard techno alapú lett volna, később áttértek a heavy metal-techno megnevezésre, végül egy thrash metal jellegű albumba kezdtek volna bele az Extreme Noise Terror nevű együttessel. A munkálatoknak neki is láttak, de ebből csak a 3AM Eternal metálverziójának kislemez-kiadása valósult meg. 1992 februárjában a közös munkával váratlanul leálltak, s ezután már csak az emlékezetes BRIT Awards fellépésen vettek részt együtt. Ekkor jelentette be a KLF a megszűnését is.